# Al-Mutamán

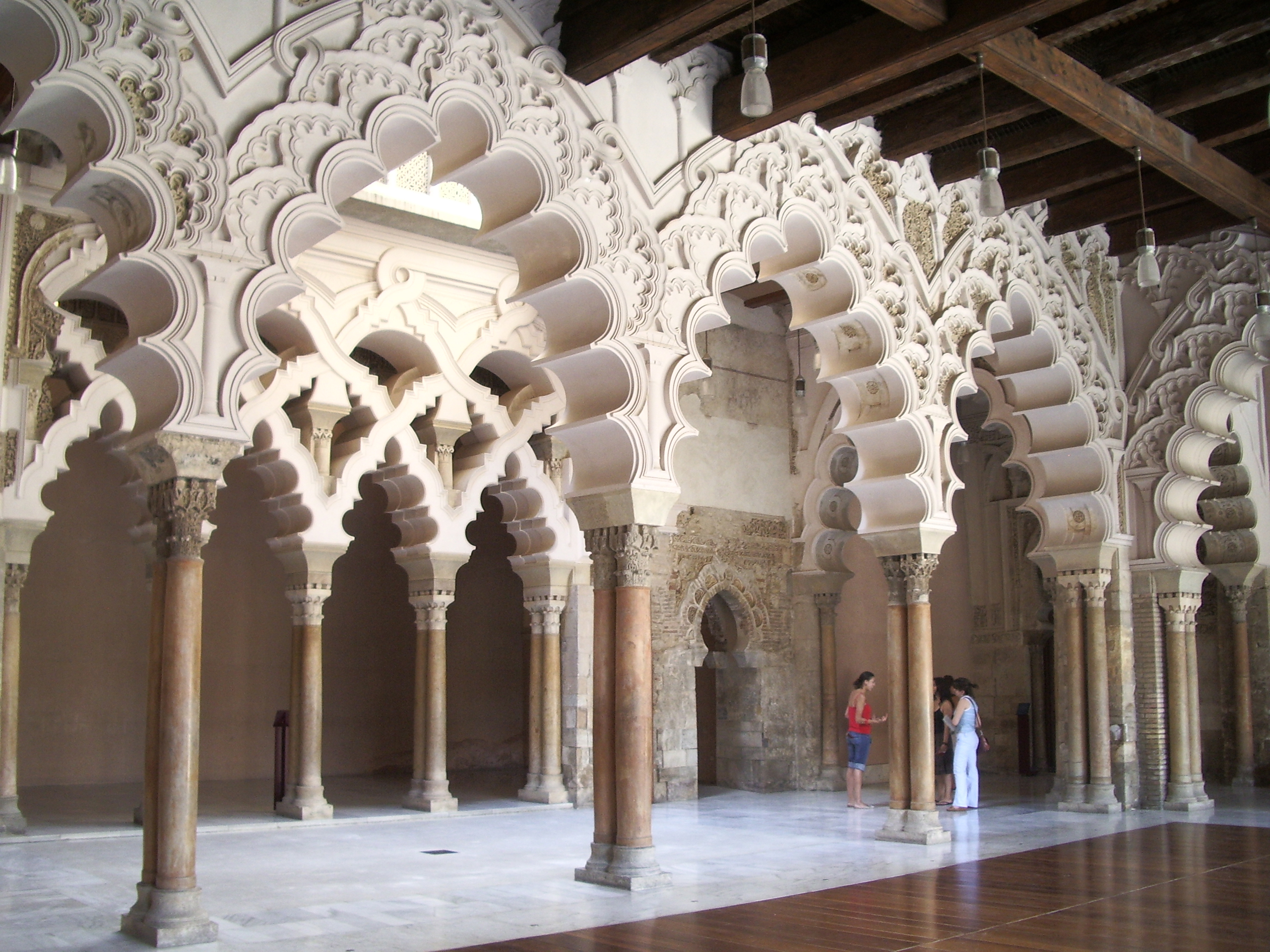
Palacio de la Aljafería.

Yúsuf al-Mutaman o Al-Mutamin o Almutaman (árabe: المؤتمن al-mu'taman) fue rey de la taifa de Zaragoza de la dinastía hudí entre 1081 y 1085.
Yúsuf al-Mutaman fue rey de la taifa de Zaragoza en su momento de máximo esplendor, tras el pujante reinado de su padre Al-Muqtádir. Fue asimismo un rey erudito, protector de las ciencias, de la filosofía y de las artes, conocedor de las matemáticas —disciplina de la que escribió un tratado, el Kitab al-istikmal o Libro de perfección (en árabe, كتاب الإستكمال والمناظر)—, la astrología y la filosofía, que continuó la labor de su padre Al-Muqtádir creando una corte de sabios intelectuales que tenía como marco el bello palacio de la Aljafería, llamado, en esta época, el «palacio de la alegría».
Al-Mutaman heredó de Al-Muqtádir en 1081 la parte occidental de la taifa de Zaragoza, que comprendía Zaragoza, Tudela, Huesca y Calatayud, quedando Al-Múndir con la zona costera del reino: Lérida, Monzón, Tortosa y Denia.
En el año 1081 el empuje del rey aragonés, Sancho Ramírez, era considerable, amenazando las fronteras de la taifa desde el norte. Para resistirlo, Almutaman contó con los servicios de las tropas mercenarias de El Cid, que recibió además el encargo de reincorporar a Zaragoza los territorios orientales de su pariente Al-Múndir, aliado de Aragón. Los enfrentamientos en la franja fronteriza fueron constantes, pero ninguno logró reunificar el territorio paterno.

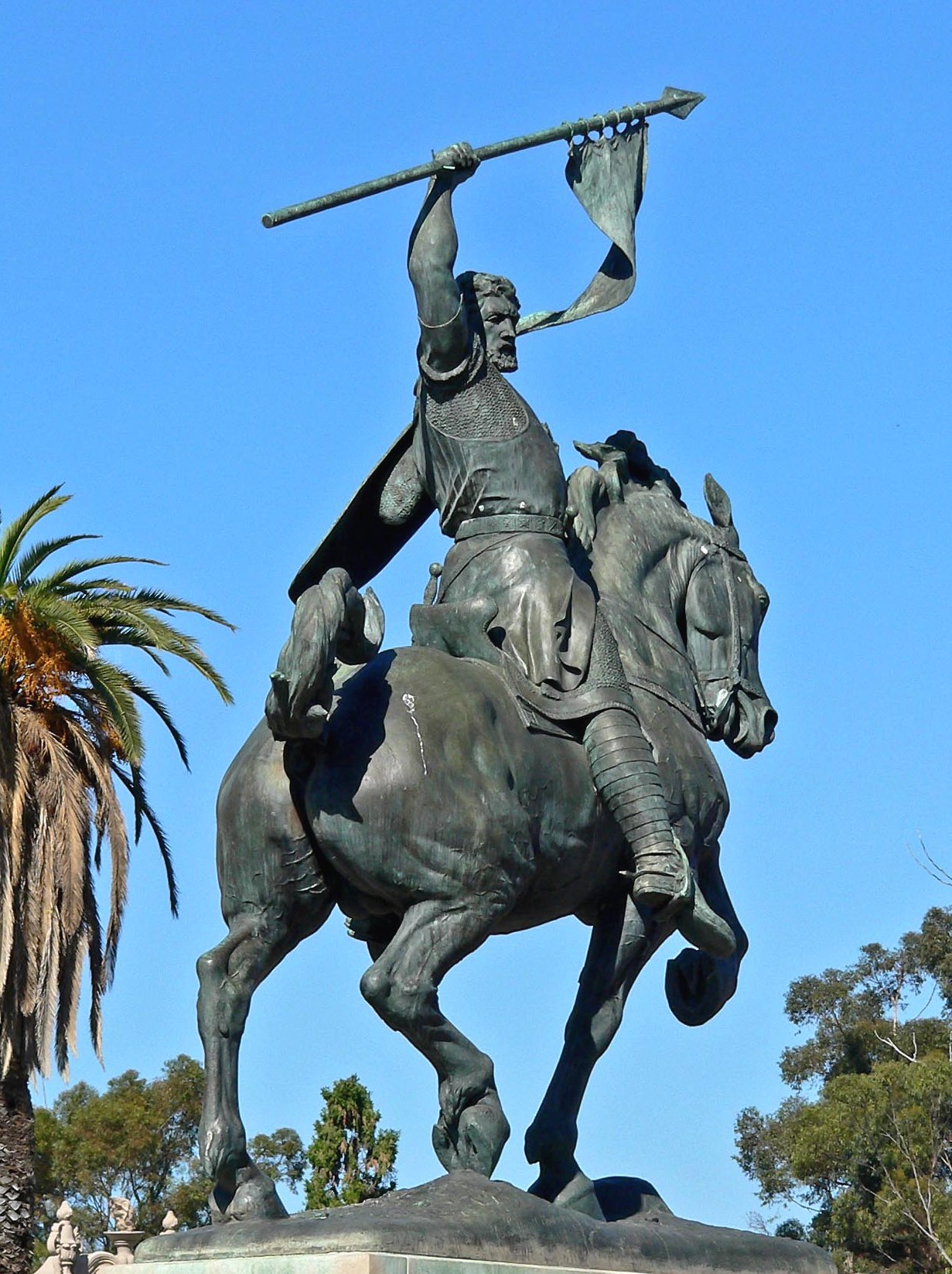
El Cid sirvió a Al-Mutaman durante todo el reinado del monarca hudí.

En esta etapa está bien documentado el servicio de El Cid, desterrado en 1081 de Castilla por llevar a cabo razias en contra de los intereses de Alfonso VI de León y Castilla en territorios de Toledo, entonces tributario de este rey y que, por ello, no debía ser atacado por tropas castellanas. 
El Cid seguiría al servicio de Al-Mutaman hasta 1086, momento en el que Zaragoza fue asediada por Alfonso VI. Si El Cid rompió los lazos con Al-Mutaman o su heredero Al-Musta'in II debido a un conflicto de intereses personal entre la defensa de Zaragoza y su señor natural, por ser el rey de Castilla quien la atacaba, o si fue condonado su destierro, al apreciar Alfonso la utilidad de tal caballero en su ejército, es algo que todavía no se ha dilucidado en su totalidad.
El Cid fue capaz de contener a los aragoneses hasta 1083, año en el que Sancho Ramírez tomó la línea de fortificaciones que protegían a las ciudades de la taifa de Saraqusta, como la de Graus (que amenazaba Barbastro) en la zona oriental, Ayerbe, Bolea y Arascués (que ponían en peligro a Huesca) y Arguedas que apuntaba a la conquista de Tudela.
Las relaciones de Zaragoza con su protectorado, Valencia, se estrecharon mediante alianzas matrimoniales. Pero Valencia estaba inmersa en un complejo juego de alianzas. Alfonso VI, utilizando hábilmente la diplomacia, consiguió que el rey Al-Cádir de Toledo le entregara la ciudad en 1085 a cambio de su ayuda para desbancar de Valencia a Abu Bakr, lo que supuso, de hecho, la toma de Toledo para el rey de León y Castilla. Así, el reino de Zaragoza quedaba desconectado del resto de Al-Ándalus por la vía tradicional que pasaba por el centro de la península y, desde ese momento, su comunicación se vio restringida a la que conectaba con Valencia costeando el levante. El año de la pérdida de Toledo fue asimismo el de la muerte de Almutaman.

## Matemáticas

El teorema de Ceva, descubierto por al-Mu'tamin.

La obra maestra en el ámbito intelectual de al–Mu'taman fue su Libro de la perfección y de las apariciones ópticas (Kitab al-istikmal wa al-munázir, transcripción aproximada del título original كتاب الإستكمال والمناظر) que además de ser un compendio de la matemática griega de Euclides y Arquímedes entre otros, y transmitir las enseñanzas de Thábit ibn Qurra, los Banu Musa e Ibn al-Haytham, introduce teoremas originales. Su obra fue transmitida a través de Maimónides a Egipto, y de allí se difundió por el centro de Asia, documentándose incluso en Bagdad en el siglo XIV, si bien su influencia no llegó a Occidente.
De su obra se conservan dos copias, la primera fue encontrada en la Biblioteca del Museo Militar de Estambul en 1985, procedente de la biblioteca del sultán otomano Mehmed II, que fue heredada por su hijo Bayaceto II. Posteriormente se halló una segunda copia en El Cairo.
El Libro de la perfección y de las apariciones ópticas trata los números irracionales, secciones cónicas, la cuadratura del segmento parabólico, volúmenes y áreas de varios cuerpos geométricos o el trazado de la tangente de una circunferencia, entre otros problemas matemáticos.
Solo la primera parte del Kitab al-istikmal superaba en extensión a los Elementos de Euclides. En la obra del rey zaragozano aparece una propuesta de categorización de las matemáticas en especies aristotélicas, dividiéndolas en la "especie" de la aritmética, otras dos "especies" para la geometría y de nuevo dos en cuanto a la estereometría, en lo que nos ha llegado. 
A al-Mutaman se debe la primera formulación conocida del teorema de Giovanni Ceva, que no sería conocido en Europa hasta 1678 en la obra De lineis rectis del mencionado geómetra italiano y que se puede enunciar como sigue:

Sea ABC un triángulo y D, E, F son puntos en los lados BC, CA y AB. Se dibujan líneas rectas AD, BE y CF. Esas tres líneas se intersecan en un punto si y solo si {\displaystyle {\frac {AF}{FB}}={\frac {AE}{EC}}{\frac {CD}{DB}}}.
Al-Mu'taman, Kitab al-istikmal

| Predecesor: Al-Muqtádir | Rey taifa de Zaragoza 1081-1085 | Sucesor: Al-Musta'in II |